# Kaira alba
Kaira alba är en spindelart som först beskrevs av Nicholas Marcellus Hentz 1850.  Kaira alba ingår i släktet Kaira och familjen hjulspindlar. Inga underarter finns listade i Catalogue of Life.